# Howland
Howland (ang. Howland Island) – niezamieszkana wyspa na Oceanie Spokojnym w połowie drogi między Hawajami a Australią. Położenie 0°48′28″N 176°37′06″W/0,807778 -176,618333, około 3100 km na południowy zachód od Honolulu. Stanowi terytorium nieinkorporowane (unincorporated territory) Stanów Zjednoczonych. Powierzchnia wyspy wynosi 1,84 km². Posiada linię brzegową o długości 6,4 km.